# Kvannåsen
Kvannåsen est une localité du comté de Troms, en Norvège.

## Géographie
Administrativement, Kvannåsen fait partie de la kommune de Lenvik.